# سياسة دوائية
سياسة الدوائية (بالإنجليزية:  Pharmaceutical policy)‏ الوطنية هي إطار عام لحل المشكلات الصيدلانية يحدد الحاجات الصحية والدوائية ويضع الأهداف الملائمة في القطاعات الصيدلانية كافة سواء منها العامة أو الخاصة، وتكون السياسة الدوائية ملزمة لجميع من يعمل بالدواء من قريب أو بعيد، ويساعد وجودها في التنسيق وإزالة التعارض بين التدابير الحكومية المختلفة، فتوضح السياسة الدوائية مسؤوليات كل جهة، وآلية تطبيقها تتم عن طريق متابعة لخطة مفصلة ترتبط بأهداف سبق تحديدها نتيجة الدراسات المسبقة، وتبدأ العملية من دراسة وافية لحاجات البلد وتحديد الأهداف الضرورية والمعقولة التنفيذ ، ثم توضع الخطط القريبة والبعيدة لتحقيق هذه الأهداف. ولنجاح السياسات الدوائية لا بد أن تراعي جميع مراحل التعامل مع الدواء من شراء وتصنيع ووصف وصرف، وما يتبع لهذه المراحل من تشريعات ولوائح ناظمة، وتحديد دور كل جهة لها صلة بالدواء.
ولا توجد سياسة دوائية موحدة لجميع البلدان، بل لا بد لكل دولة من وضع سياسة دوائية تناسب ظروفها الخاصة، مع الاستعانة بتجارب الآخرين ويمكن الاستفادة من خبرة ودعم منظمة الصحة العالمية، ولا بد من مراعاة الإمكانات المتوفرة والحاجات المطلوبة، فمثلاً ؛ تختلف أولويات الدول التي تعاني من انتشار الأمراض الاستوائية، عن الدول التي يندر فيها وجود هذه الأمراض، وبالتالي ستختلف سياستها الدوائية عن غيرها. فلا معنى لوجود خطة لعلاج البلهارسيا في بلد لا يعاني منها، في حين يعتبر برنامج مكافحة الملاريا جزء أساسي من أي سياسة صحية لبلد استوائي.
ومن حسنات وجود سياسة دوائية وطنية ساهم في وضعها خبراء البلد نفسه، أنها ترصد المشاكل الصحية بصورة كلية، وتضع خطة العمل بناء على هذا التصور الشامل، وبالمقابل لو فقدت السياسة الدوائية العامة في البلد ربما توجهت الجهود إلى حل مشاكل ثانوية، أو إعطاء بعض الأمور أكثر مما تستحقه من الاهتمام والموارد والعمل وإهمال أخرى، ولننظر مثلاً إلى حال كثير من بلدان العالم الثالث كيف أدى استنساخ الترتيب الغربي في النظام الصحي إلى تمركز المرافق الصحية الجيدة في المدن الرئيسية مما حرم كثير من الأطراف من خدمات أساسية بسيطة وغير مكلفة، ومن أمثلة اختلال الخطة الصحية نتيجة تقليد بلدان أخرى ذات ظروف مختلفة؛ ما نجده في بعض البلدان الإسلامية، التي تشكل فيها قضايا تلوث المياه وضعف الإصحاح ونقص التغذية محور المشاكل الصحية، نجد الإنفاق السخي للأموال، والتركيز الإعلامي على برامج الوقاية من الإيدز، الذي يعد ترتيبه في المخاطر الصحية المحلية في درجة متأخرة من الأولوية، في حين أن برامج الوقاية من الإيدز وتأمين علاجاته تشكل الأولوية رقم واحد في دول حزام الإيدز الإفريقي مثلاً.
وتفيد الخطة الوطنية الواضحة الأهداف في كبح جماح التوجهات المغرضة، فصاحب المصلحة التجارية الخاصة سيجد نفسه مقيداً بحدود وضعتها جهات مستقلة خبيرة، وأهداف معلنة للسياسة الدوائية والعلاجية لا يستطيع تخطيها، خلافاً لحالة تكون فيها الأهداف والحدود غير واضحة وغير معلنة. وهكذا تزداد الشفافية بوجود سياسة دوائية وطنية واضحة، وتسهل المراجعة لتحديد النجاحات والإخفاقات في النظام الصحي القائم.

## مكونات السياسة الدوائية
- اختيار الأدوية الأساسية وذلك بوضع قائمة أدوية أساسية وطنية وهذا الإجراء يدعم إتاحة الدواء وترشيد الاستهلاك ويساهم في جودة الخدمة الدوائية
- ضبط السعر الذي يمكن للمواطن دفعه؛ وهذا أمر لا غنى عنه إذا أردنا للدواء أن يصل إلى من يحتاجه
- تصور واضح لتمويل شراء الأدوية؛ وهنالك عدة أساليب يعتمد بعضها على تمويل حكومي أو تمويل خاص أو قرار حكومي موجه وشراء خاص، بحيث يمكن الاستفادة من أموال القطاع الخاص في شراء وتوزيع وبيع الدواء مع إشراف حكومي على ما يشترى ورقابته ومقارنة سعره بالأسعار العالمية.
- نُظم الإمداد والتوزيع؛ أهي مركزية أم لا مركزية؟  وتذكر منظمة الصحة العالمية أربع أنواع من استراتيجيات الإمداد الدوائي بحسب درجة الضبط المركزي، ولا بد من وجود درجة دنيا من الرقابة الحكومية على سلسلة توزيع الدواء عند اعتماد الأسلوب اللامركزي منعاً من تسرب الأدوية سيئة الجودة والأدوية المزورة.
- التنظيم القانوني لتحقيق أهداف تنظيم الدواء من ترخيصٍ للمنشآت والممارسات والأشخاص، والتفتيشِ على المصنعين والموزعين، وتسجيلِ وتقييم الأدوية، ومراقبة جودة الأدوية، ووضع ضوابط للدعاية الطبية، وترصُّد الآثار الضارة للأدوية، مع مراعاة شمول هذا التفاصيل المراكز الحضرية والأطراف الريفية
- تعزيز الاستخدام الرشيد عبر تأهيل الكادر الطبي وتوفير الدلائل العلاجية الحديثة وضبط صرف الدواء، وتثقيف عامة الناس
- إجراء الدراسات والبحوث
- تحسين الموارد البشرية كماً ونوعاً وتوزعيها بعدالة حسب المناطق والاستعانة بالعون الدولي لتحقيق هذا التطوير
- آلية لرصد ومتابعة ما ينفذ وإعادة تقييمه

## وظائف التشريع الدوائي
يجب على التشريعات الدوائية عموماً أن:
- تحدد أصناف المنتجات والأنشطة الدوائية التي يجب أن تنظم
- تعلن مهمات وأهداف تنظيم الدواء
- تؤسس الهيئات الإدارية اللازمة لتنفيذ تنظيم الدواء، وتحدد بنيتها وعلاقاتها الوظيفية، وتُعدُّ لجان الدواء المركزية والفرعية أهم هذه الهيئات.
- تعلن عن أدوار ومسؤوليات وحقوق ووظائف كل فريق له صلة بتنظيم الدواء، ومن ضمنهم واضع النظام والمطبق عليه.
- تحدد المؤهلات والمعايير المطلوبة من المتعاملين بالدواء.
- وضع آليات تضمن كون كل الأطراف المعنية بالدواء مرخصة وقابلة للتفتيش عليها، وذلك لضمان الالتزام بالتشريع الدوائي وما وضع من معايير ومواصفات تخص الأشخاص والمنشآت والممارسات.
- تحدد القواعد والمعايير والمواصفات اللازمة لضمان سلامة ونجاعة وجودة المنتجات الدوائية، وكذلك دقة ومناسبة معلومات المنتج الدوائي.
- إعلان شروط وظروف تعليق، أو رفض، أو إلغاء رخص الاستيراد والتصنيع والتصدير والتوزيع والبيع والتموين والدعاية للأدوية.
- تحديد الإجراءات الإدارية والعقوبات القانونية التي ستنفذ في حال مخالفة التشريعات الدوائية.
- إنشاء آليات لضمان شفافية ومحاسبة السلطات التنظيمية من قبل الحكومة والعامة والمستهلكين.
- وضع آلية تؤمن الرقابة الحكومية الجيدة.

## تمويل البحوث في علوم الحياة
في العديد من البلدان، تمول وكالة تابعة لحكومة البلد (إن آي إتش في الولايات المتحدة، وإم آر سي في المملكة المتحدة، ودي إس تي في الهند) باحثين جامعيين لدراسة أسباب المرض، ما يؤدي في بعض الحالات إلى تطوير اكتشافات يمكن نقلها إلى شركات الأدوية وشركات التقانة الحيوية باعتبارها أساسًا لتطوير دواء ما. من خلال تحديد ميزانيتها وأولوياتها البحثية واتخاذ قرارات بشأن الباحثين الذين سيجري تمويلهم، قد تؤثر بشكل كبير على معدل تطوير الأدوية الجديدة وعلى المناطق المرضية التي يُطور فيها أدوية جديدة. على سبيل المثال، من المؤكد أن قيام معهد إن آي إتش باستثمار كبير في مجال البحوث حول فيروس العوز المناعي البشري في ثمانينيات القرن العشرين يمكن اعتباره أساسًا مهمًا للعديد من الأدوية المضادة للفيروسات التي طُورت لاحقًا.

## قانون براءة الاختراع
بينما تُكتب قوانين براءات الاختراع لتطبق على جميع الاختراعات، سواء كانت ميكانيكية أو دوائية أو إلكترونية، فإن تفسيرات قانون براءات الاختراع الصادرة عن الوكالات الحكومية المانحة لبراءات الاختراع (مكتب الولايات المتحدة لبراءات الاختراع والعلامات التجارية) والمحاكم قد تكون موضوعًا محددًا ذا تأثير كبير على مبادرات تطوير الأدوية وتوفر الأدوية المكافئة منخفضة السعر. على سبيل المثال، أبطل قرارٌ أصدرته محكمة الاستئناف الأمريكية للدائرة الفيدرالية في قضية شركة فايزر مقابل شركة أبوتكس، 480 إف.3 دي 1348 (الدائرة. الفيدرالية. 2007) براءةَ اختراع ممنوحة لصيغة «الملح الدوائي» من مكونات فعالة مُنِحت براءةَ اختراع في السابق. في حال لم تُلغِ المحكمة العليا للولايات المتحدة هذا القرار، فستكون النسخ المكافئة من الدواء المثير للجدل نورفاسك (أملوديبين بيسيلات) متوفرة في وقت أبكر بكثير. في حال طُبق منطق الدائرة الفيدرالية في هذه الحالة بشكل عام على براءات الاختراع الأخرى الممنوحة للتراكيب الصيدلانية، فسيكون لها تأثير كبير في تسريع توفر الأدوية المكافئة (ومن ناحية أخرى، سيكون لها بعض التأثير السلبي على الحوافز والتمويل للبحث وتطوير الأدوية الجديدة).

## إصدار التراخيص
يتضمن ذلك إعطاء الموافقة على بيع منتج في ولاية قضائية. عادة ما تكون وكالاتٌ وطنية معينة، مثل إدارة الغذاء والدواء الأمريكية (على وجه التحديد، مركز تقييم وأبحاث الدواء، أو سي دي إي آر)، أو الوكالة التنظيمية للأدوية ومنتجات الرعاية الصحية في المملكة المتحدة، أو وزارة الصحة الكندية، أو وكالة تسجيل الأدوية الأوكرانية، هي المسؤولة عن مراجعة المنتج والموافقة على طرحه للبيع. تركز عملية التنظيم عادة على الجودة والسلامة والفعالية. لكي تتم الموافقة على طرح المنتج للبيع، يجب إثبات أمانه بشكل عام (أو أن يمتلك ملف خطر/فائدة إيجابيًا بالنسبة إلى الحالة المُراد معالجتها)، وأنه يلبي مطالب الشركة المصنعة ويُصنع وفقًا لمعايير عالية. يراجع الموظفون الداخليون ولجان الخبراء الاستشاريين المنتجاتِ. فور الموافقة على المنتج، يُمنح خطاب موافقة أو يُصدر له إشعار مطابقة يشير إلى أن الدواء ربما يباع حاليًا في الولاية القضائية. في بعض الحالات، قد تتطلب موافقات كهذه شروطًا مرفقة مثل تجارب إضافية «لمرحلة ما بعد التسويق» لتوضيح مشكلة ما (مثل الفعالية لدى مجموعات معينة من المرضى أو التداخل مع منتجات أخرى) أو معايير تجعل المنتج يقتصر على استخدامات معينة.

## تحديد الأسعار
يجري تنظيم أسعار الأدوية في العديد من الولايات القضائية. على سبيل المثال، يهدف مخطط تنظيم أسعار الأدوية في المملكة المتحدة إلى ضمان قدرة نظام الصحة الوطني على شراء الأدوية «بأسعار معقولة». في كندا، يبحث مجلس مراجعة أسعار الأدوية الحاصلة على براءة اختراع أسعار الأدوية، ويقارن السعر المقترح في كندا بالسعر في سبع دول أخرى، ويحدد ما إذا كان السعر «مبالغًا فيه» أم لا. في ظل هذه الظروف، يجب أن يقدم مصنعو الأدوية سعرًا مقترحًا إلى الوكالة التنظيمية المناسبة.

## رد التكاليف
فور أن تحدد الوكالة التنظيمية الفوائد والسلامة السريرية للمنتج وتقر سعره (إذا لزم الأمر)، تقدّمه الشركة المصنعة عادةً ليجري تقييمه من قبل دافع من نوع ما. قد يكون الدافعون خططَ تأمين خاصة، أو حكومات (من خلال توفير خطط تحقيق الفوائد للسكان المؤمن عليهم أو الهيئات المتخصصة مثل رعاية مرضى السرطان في أونتاريو، التي تمول أدوية علاج الأورام الخاصة بالمستشفيات)، أو مؤسسات الرعاية الصحية مثل المستشفيات. تكون القضية الحاسمة عند هذه النقطة هي فعالية التكلفة. وهنا يُطبَّق اختصاص اقتصاديات الأدوية غالبًا، وهو مجال متخصص في اقتصاديات الصحة يبحث في التكلفة مقابل الفائدة للمنتج من ناحية نوعية الحياة، والعلاجات البديلة (الدوائية وغير الدوائية)، وخفض التكاليف أو إلغائها في أجزاء أخرى من نظام الرعاية الصحية (على سبيل المثال، قد يقلل الدواء من الحاجة إلى التدخل الجراحي، وبالتالي يوفر المال). تقيّم هيئاتٌ مثل المعهد الوطني للصحة وجودة الرعاية والمراجعة الكندية للأدوية الشائعة المنتجاتِ بهذه الطريقة. ومع ذلك، لا تقيم بعض الولايات المنتجات من ناحية فعالية التكلفة. في بعض الحالات، يمكن لخطط الفوائد الدوائية الفردية (أو المسؤولين عنها) أيضًا تقييم المنتجات. بالإضافة إلى ذلك، قد تُشكل المستشفيات لجان مراجعة خاصة بها (تُسمى غالبًا لجنة الصيدلية والمداواة (بّي آند تي)) لاتخاذ قرارات بشأن أي من الأدوية ستمولها ميزانية المستشفى.
قد يطبق مسؤولو خطط الأدوية أيضًا قواعد تسعير خاصة بهم بعيدًا عن تلك التي وضعتها وكالات التسعير الوطنية. على سبيل المثال، تستخدم كولومبيا البريطانية نموذج تسعير يُسمى التسعير المستند إلى المراجع لتحديد سعر الأدوية في فئات معينة. يستخدم العديد من مديري الصيدليات المنتفعة الأمريكية استراتيجيات مثل الصيغ المتدرجة والقوائم المفضلة لتشجيع المنافسة وضغط التسعير نحو الانخفاض، ما يؤدي إلى انخفاض الأسعار لخطط الاستحقاق. تشيع هذه النوعيات من عمليات الشراء التنافسي بين كبار المشترين مثل إدارة الشؤون الصحية المحاربين القدامى في الولايات المتحدة.
تقدم الشركة المصنعة عادةً تقديرًا للاستخدام المتوقع للدواء بالإضافة إلى التأثير المالي المتوقع في ميزانية خطة الدواء. إذا لزم الأمر، قد توافق خطة الأدوية على اتفاقية لتحمل المخاطر للتخفيف من احتمال حدوث تأثير كبير غير متوقع في الميزانية بسبب الافتراضات والتوقعات خاطئة.
نظرًا إلى أن التجارب السريرية المستخدمة للحصول على معلومات بهدف دعم إصدار تراخيص لدواء ما محدودة المجال والمدة، فقد تتطلب خطط الأدوية تجارب مستمرة في مرحلة ما بعد السوق (تُسمى غالبًا المرحلة الرابعة أو التجارب السريرية البراغماتية) لإثبات «سلامة المنتج وفعاليته في العالم الحقيقي». قد تأخذ هذه الإجراءات شكل سجل للمريض أو غيره من وسائل لجمع البيانات وتحليلها.
فور اعتبار المنتج فعالًا من ناحية التكلفة، يجري التفاوض على السعر (أو يُطبق في حالة وجود نموذج للتسعير) والتفاوض على أي اتفاقية لتحمل المخاطر، ويُوضع الدواء في قائمة الأدوية أو الوصفات. قد يختار الأطباء الواصفون الأدوية المُدرجة في القائمة لمرضاهم، مع مراعاة أي شروط أو معايير خاصة بالمريض.